# Roeboides ilseae
Roeboides ilseae es una especie de peces de la familia Characidae en el orden de los Characiformes.

## Morfología
Los machos pueden llegar alcanzar los ,6 cm de longitud total.

## Hábitat
Vive en zonas de clima tropical entre 28 °C - 30 °C de temperatura.

## Distribución geográfica
Se encuentran en Centroamérica: vertiente pacífico del sudeste de Costa Rica.